# 角田崇徳
角田 崇徳（つのだ たかのり、1981年8月5日 - ）は、日本のソングライター・編曲家、ギタリスト、音楽プロデューサー。神奈川県川崎市出身。

## 来歴
6歳から和太鼓とお囃子を習う。父親の影響でギターを始める。ロックバンドMarBellの元メンバー。バンド解散後、音楽家として活動を開始。後に、Daniel Merlot、Stefan Broadly、Aurelien Poudatと共にロサンゼルスを拠点においたプロデュースチームJean Luc Ponponとしての活動を開始。Mercedes Benz Fashion Week Tokyo、Anime Central Chicagoでのh.NAOTO等ファッションショーでは、14世紀のトレチェント音楽と環境音を題材にした音楽で演出も手がける。
HANGRY&ANGRY-fのツアー先でGacharic Spinと出会う。以後、Gacharic Spinインディーズ時代から現在に至るまで制作を担当。

## 展覧会・コレクション
- Disney Rocks, ウォルト・ディズニー・レコード ディレクション
- Jリーグ開幕戦セレモニー, ヴィッセル神戸
- Laforet Fashion show, 2011 A/W, 2010 S/S（MINT NeKO Tokyo Collection）
- 東京オペラシティアートギャラリー , 2011 S/S, 2010 A/W（H.NAOTO Collection “STRIP”,  “罪と罰”）
- Anime Central Chicago, 2012 S/S, （sixh. Collection / HANGRY&ANGRY Collection）
- AM2 Los Angeles, 2012 A/W,（sixh. Collection / HANGRY&ANGRY Collection）
- Japan Expo Paris, 2013 S/S, 2012 A/W （H.NAOTO Collection  “STEAM & PUNK”）, 2011 A/W（HANGRY&ANGRY Collection ）
- Mercedes-Benz Fashion Week Tokyo, 2015 A/W（H.NAOTO Collection “チチトチト” , gouk Collection ”風”）
- Mercedes-Benz Fashion Week Tokyo, 2016 S/S（H.NAOTO Collection “チトチチト”  , gouk Collection ”雨”）
- 銀座 G735 Gallery, 武人画展 JAPAN PRIDE
- スター・ウォーズシリーズ 40周年「星間大戦絵巻 ダース・ベイダー」,  蔦屋書店代官山ライブアート
- スター・ウォーズシリーズ × 武人画師こうじょう雅之,  大塚家具 presentsパフォーマンスアート プロデュース
- 大政奉還150周年記念プロジェクト, 二条城 二の丸御殿前パフォーマンスアート プロデュース
- 京都東山花灯路2017 15th anniversary,  国宝知恩院三門前パフォーマンスアート プロデュース

## プロデュース・ディレクション
- 雨宮天
- Gacharic Spin
- LINDBERG
- DOLL$BOXX
- ASCA
- 中島卓偉
- TrySail
- 鈴木愛理
- 佐藤ミキ
- Ran
- The Hitch Lowke
- 小片リサ
- 小倉唯
- がんばれ!Victory
- wacci
- 水樹奈々
- PINK CRES.
- 田村直美
- HANGRY&ANGRY-f
- 宮本佳林
- 佐藤優樹
- ～Lefa～

## 主要参加作品
| アーティスト                 | 年     | アルバム名                                                | 担当                                                            |
| ---------------------------- | ------ | --------------------------------------------------------- | --------------------------------------------------------------- |
| Gacharic Spin                | 2019年 | ガチャっ10BEST                                            | ディレクション (全曲)、編曲 (#2〜#4, #7, #9, #11〜#15)          |
| Gacharic Spin                | 2018年 | G-litter                                                  | ディレクション (全曲)、 編曲 (#1〜#7, #9〜#11)                  |
| Gacharic Spin                | 2018年 | Go Luck                                                   | ディレクション、編曲 (#1,#2,#5)                                 |
| Gacharic Spin                | 2017年 | ジェネレーションギャップ                                  | ディレクション、編曲 (全曲)                                     |
| Gacharic Spin                | 2016年 | 確実変動 -KAKUHEN-                                        | ディレクション (全曲)、 編曲 (#1〜#3, #5〜#8, #10, #12)         |
| Gacharic Spin                | 2016年 | シャキシャキして!! アルブスの少女                         | ディレクション、編曲 (全曲)                                     |
| Gacharic Spin                | 2015年 | Music Battler                                             | ディレクション (全曲)、編曲 (#4〜#7, #10〜#12)                  |
| Gacharic Spin                | 2015年 | Don’t Let Me Down                                         | ディレクション (#2, #3)、編曲 (#2)                              |
| Gacharic Spin                | 2015年 | 赤裸ライヤー                                              | ディレクション、編曲 (全曲)                                     |
| Gacharic Spin                | 2014年 | 僕だけのシンデレラ                                        | ディレクション、編曲 (全曲)                                     |
| Gacharic Spin                | 2014年 | WINNER                                                    | ディレクション (全曲)、編曲 (#1〜#3, #5〜#9)                    |
| Gacharic Spin                | 2013年 | Delicious                                                 | ディレクション (全曲)、編曲 (#1〜#9)                            |
| Gacharic Spin                | 2012年 | ヌーディリズム                                            | ディレクション、編曲 (全曲)                                     |
| Gacharic Spin                | 2011年 | Virgin-A                                                  | ディレクション (全曲)、編曲 (#1〜#3, #5〜#7)、作曲 (#6)         |
| Gacharic Spin                | 2010年 | 雪泣く -setsunaku- メロディー                             | ディレクション (全曲)、編曲 (#1, #3, #4)                        |
| LINDBERG                     | 2017年 | パレード                                                  | プロデュース、編曲                                              |
| LINDBERG                     | 2017年 | ALL TIME MUSIC VIDEO HISTORY                              | プロデュース、編曲 (#36)                                        |
| LINDBERG                     | 2016年 | EXTRA-FLIGHT SINGLE                                       | 共同プロデュース (全曲)、編曲 (#3)                              |
| 鈴木愛理                     | 2018年 | Do me a favor                                             | ディレクション (全曲)                                           |
| 水樹奈々                     | 2015年 | SMASHING ANTHEMS                                          | ディレクション (#7)                                             |
| 水樹奈々                     | 2014年 | SUPERNAL LIBERTY                                          | ディレクション (#2, #9, #12)、編曲/ギター (#2, #12)             |
| 水樹奈々                     | 2013年 | Vitalization                                              | ディレクション (#3)                                             |
| 田村直美                     | 2016年 | Santih Santih Santih                                      | プロデュース、作曲、編曲 (#1, #5〜#8)                           |
| 田村直美                     | 2016年 | Sho-ta with Ten pack riverside rock'n roll band 2         | 作曲 (#3, #5, #10)                                              |
| 田村直美                     | 2015年 | Sho-ta with Ten pack riverside rock'n roll band 1         | 作曲 (#1, #8, #12)                                              |
| 田村直美                     | 2013年 | Acoustic Jungle                                           | 作曲 (#2)                                                       |
| 田村直美                     | 2011年 | Collection of tamuranaomi                                 | 作曲 (#2, #6〜#10)、編曲（#10）                                 |
| 田村直美                     | 2010年 | Pearly Gate                                               | 作曲 (#14)                                                      |
| 田村直美                     | 2008年 | Rockfield willow                                          | 作曲 (#1, #5, #6, #8〜#11)、作詞 (#10)、編曲 (#8, #10)          |
| 田村直美                     | 2007年 | Tamura Naomi A.K.A. Sho-ta Sho-ta A.K.A. Tamura Naomi     | 作曲 (#11, #14)、編曲 (#11)                                     |
| 田村直美                     | 2005年 | CRISIS                                                    | 作曲 、編曲 (#3)                                                |
| The Hitch Lowke              | 2016年 | BIG BOUNCE                                                | ディレクション (#4, #5, #7, #8)                                 |
| モーニング娘。               | 2017年 | BRAND NEW MORNING                                         | 作曲、編曲 (#1)                                                 |
| モーニング娘。               | 2016年 | ムキダシで向き合って                                      | 作曲、編曲 (#2)                                                 |
| 嗣永桃子                     | 2017年 | 嗣永桃子アイドル15周年記念アルバム♡ありがとう おとももち♡ | ディレクション (Disc1全曲)                                      |
| wacci                        | 2012年 | 会いにいくよ                                              | プロデュース、編曲 (#1)                                         |
| Lc5                          | 2012年 | Only you-キミとのキヅナ-                                  | 作曲 (#1)                                                       |
| DOLL$BOXX                    | 2017年 | high $pec                                                 | ディレクション、編曲 (全曲)                                     |
| DOLL$BOXX                    | 2012年 | DOLLS APARTMENT                                           | ディレクション、編曲 (#1, #3〜#7, #9, #10)                      |
| がんばれ!Victory             | 2016年 | 十代発表                                                  | プロデュース、編曲 (#1, #11, #12)                               |
| がんばれ!Victory             | 2016年 | 青春！ヒーロー                                            | プロデュース、編曲 (#1)                                         |
| がんばれ!Victory             | 2015年 | ラリラリラ                                                | プロデュース、編曲 (#1)                                         |
| ℃-ute                        | 2016年 | 人生はSTEP!                                               | 作詞 (#1)                                                       |
| ℃-ute                        | 2015年 | The Middle Management〜女性中間管理職〜                   | 作曲、編曲 (#1)                                                 |
| ℃-ute                        | 2015年 | デジタリック→0 (LOVE)                                     | 作詞、作曲、編曲 (#5)                                           |
| HANGRY&ANGRY-f               | 2011年 | レコンキスタ                                              | 作詞 (#1, #3)、作曲 (#3)、編曲 (#2)                             |
| HANGRY&ANGRY-f               | 2009年 | Sadistic Dance                                            | 作詞 (#1〜#9)、作曲 (#1〜#5, #7〜#9)、編曲 (#1〜#5, #7)         |
| HANGRY&ANGRY-f               | 2008年 | Kill me Kiss me                                           | 作詞 (#1〜#4)、作曲 (#1, #3, #4)、編曲 (#1, #3, #4)             |
| 小倉唯                       | 2019年 | ホップ・ステップ・アップル                                | ディレクション (#1)                                             |
| 小倉唯                       | 2018年 | 白く咲く花                                                | ディレクション (#2)                                             |
| CROWN                        | 2008年 | king’s valley                                             | プロデュース、編曲 (#1〜#12)、ギター (#2, #4, #6〜#8, #10〜#12) |
| 古川雄大                     | 2013年 | 悲しみのカラフル                                          | 作詞                                                            |
| ゆいかおり                   | 2016年 | Promise You!!                                             | ディレクション (#1)                                             |
| Zwei                         | 2015年 | NEO MASQUE                                                | 作曲、編曲 (#3, #4)                                             |
| LoVendoЯ                     | 2014年 | 少年                                                      | 作詞、作曲 (#5)                                                 |
| チャオ ベッラ チンクエッティ | 2015年 | 二子玉川                                                  | 作詞、作曲                                                      |
| アンジュルム                 | 2015年 | 交差点                                                    | 作詞 (#14)                                                      |
| Juice=Juice                  | 2015年 | 未来へ、さあ走り出せ！                                    | 作詞 (#10)                                                      |
| こぶしファクトリー           | 2016年 | 辛夷其ノ壱                                                | ディレクション (Disc2全曲)                                      |
| つばきファクトリー           | 2016年 | つばきファクトリー SOUND+VISION Vol.1                     | 作詞、作曲 (#2, #4)、編曲 (#2)                                  |
| つばきファクトリー           | 2015年 | 気高く咲き誇れ!                                           | 作詞、作曲、編曲 (#1)                                           |
| カントリー・ガールズ         | 2017年 | アイドル卒業注意事項                                      | 作詞、作曲、編曲 (Disc2 #1)：詞は大滝裕一との共作               |
| 美勇伝                       | 2005年 | 紫陽花アイ愛物語                                          | 作詞、作曲、編曲 (#1)                                           |
| BENYLAN                      | 2010年 | FREE AS THE WIND                                          | 作詞、作曲 (#1〜#6)                                             |
| SATOYAMA SATOUMI movement    | 2017年 | かみいしなか かな、ふるさとの夢                           | 作詞、作曲                                                      |
| SATOYAMA SATOUMI movement    | 2014年 | さとのあかり、嗚呼、素晴らしき日々よ                      | 作詞、作曲、編曲                                                |
| SATOYAMA SATOUMI movement    | 2013年 | ジュリン、ほたる祭りの日                                  | 作詞、作曲                                                      |
| SATOYAMA SATOUMI movement    | 2013年 | ダイヤレディー、レディーマーメイド                        | 作詞                                                            |
| SATOYAMA SATOUMI movement    | 2013年 | ピーベリー、キャベツ白書〜春編〜                          | 作詞、作曲                                                      |
| 水瀬いのり                   | 2015年 | 夢のつぼみ                                                | ディレクション (#2)                                             |
| 村上ショージ                 | 2016年 | 一夜一世                                                  | 作詞                                                            |
| 寿美菜子                     | 2013年 | Bubblicious                                               | 編曲                                                            |
| 寿美菜子                     | 2014年 | FLY @WAY                                                  | 編曲                                                            |
| 田﨑あさひ                   | 2013年 | 雨夜の月                                                  | 作詞                                                            |
| 中島卓偉                     | 2019年 | GIRLS LOOK AHEAD                                          | ディレクション (全曲)                                           |
| PINK CRES.                   | 2018年 | えとせとら                                                | ディレクション (全曲)、作詞 (#4)                                |
| PINK CRES.                   | 2019年 | トウキョウ・コンフュージョン                              | ディレクション (全曲)、Rap詞 (#1)                               |
| PINK CRES.                   | 2020年 | ルーレット                                                | 作詞 (通常盤C #3)                                               |
| Bitter & Sweet               | 2023年 | 私が飛行機を嫌いな理由/雪と花火                           | 作曲 (#1)                                                       |
| 小片リサ                     | 2024年 | montage                                                   | ディレクション (全曲)、作詞 (#5)：小片リサとの共作              |